# Orthoceras (roślina)
Orthoceras – rodzaj roślin z rodziny storczykowatych (Orchidaceae). Obejmuje 2 gatunki występujące w Australii i Oceanii na Nowej Zelandii, Nowej Kaledonii w stanach Tasmania, Nowa Południowa Walia, Queensland, Wiktoria, Australia Południowa.

## Systematyka
Rodzaj sklasyfikowany do podplemienia Diuridinae w plemieniu Diurideae, podrodzina storczykowe (Orchidoideae), rodzina storczykowate (Orchidaceae), rząd szparagowce (Asparagales) w obrębie roślin jednoliściennych.
Wykaz gatunków
- Orthoceras novae-zeelandiae (A.Rich.) M.A.Clem., D.L.Jones & Molloy
- Orthoceras strictum R.Br.